# Tripogandra ionantha
Tripogandra ionantha är en himmelsblomsväxtart som först beskrevs av Friedrich Ludwig Diels, och fick sitt nu gällande namn av James Francis Macbride. Tripogandra ionantha ingår i släktet Tripogandra och familjen himmelsblomsväxter. Inga underarter finns listade.